# Прушковски окръг
Прушковски окръг (на полски: Powiat pruszkowski) е окръг в Централна Полша, Мазовско войводство. Заема площ от 246,30 км2. Административен център е град Прушков. Окръгът е част от агломерацията на Варшава.

## География
Окръгът се намира в историческата област Мазовия. Разположен е в централната част на войводството.

## Население
Населението на окръга възлиза на 156 807 души (2013 г.). Гъстотата е 637 души/км2.

## Административно деление
Административно окръгът е разделен на 6 общини.
Градски общини:
- Прушков
- Пястов

Градско-селска община:
- Община Бървинов

Селски общини:
- Община Михаловице
- Община Надажин
- Община Рашин

## Фотогалерия
- Пястов
- Прушков
- Бървинов